# 羊角藓
羊角藓（学名：Herpetineuron toccoae）为羽藓科羊角藓属下的一个种。